# Casa de carrer (Sant Pol de Mar)
La Casa de carrer és un edifici de Sant Pol de Mar (Maresme) inclòs a l'Inventari del Patrimoni Arquitectònic de Catalunya.

## Descripció
Es tracta d'una casa gran que, a la part posterior presenta un afegit. Consta de planta baixa, pis i golfes. Fa cantonada i la coberta és a quatre aigües. L'acabament de la casa és amb un ràfec de ceràmica que decora la casa, també hi ha altres motius decoratius d'estil modernista a les golfes, en forma de finestres d'arcs de mig punt amb jardineres de ceràmica. L'afegit de la part posterior també té la teulada amb teules vidriades i a quatre aigües. Aquesta casa és un símbol d'un temps passat en que es donava importància a la decoració externa de les cases.